# Murshid Quli Khan (Bengalen)

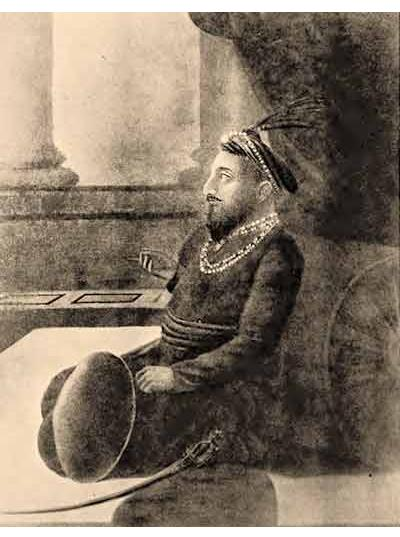
Murshid Quli Khan

Murshid Quli Khan (Bengaals: মুর্শিদ কুলি খান, mūrshid kūli khān; ±1665 – Murshidabad, 30 juni 1727) was nawab van Bengalen in de tijd van de ineenstorting van het centrale gezag in het Mogolrijk. Hij was de eerste de facto onafhankelijke heerser van Bengalen en stichter van de Nasiridynastie.

## Levensloop
Murshid Quli Khan werd waarschijnlijk geboren in een arme hindoeïstische familie. Hij werd als slaaf gekocht en geadopteerd door de rijke Perzische handelaar Haji Shafi Ibrahimi, de diwan (belastinginspecteur) van de provincies in de Dekan. Hij kreeg van zijn adoptievader de naam Muhammad Hadi en bekeerde zich tot de islam. Na de dood van Shafi Ibrahimi volgde Murshid Quli Khan een carrière als lokaal bestuurder. Als vroom moslim en uitmuntend bestuurder wist hij de aandacht te trekken van keizer Aurangzeb, die hem in verschillende hoge functies benoemde en als teken van eer de naam Murshid Quli Khan gaf, naar een eerder overleden generaal die de keizer in de Dekan gediend had. Murshid Quli Khan werd tot diwan van de provincie Orisha benoemd. In 1703 werd hij ook diwan van de rijke provincies Bengalen en Bihar. In Bengalen wist Murshid Quli Khan door persoonlijk op de belastinginning toe te zien het bestuur aanzienlijk te vereenvoudigen. Ook trok hij veel jagirs (lenen) in om deze tot khalisa (kroonlanden) om te vormen. Het gevolg was dat hij de belastingopbrengsten aanzienlijk wist te verhogen. Dit gebeurde in een tijd dat de keizer door een slepende oorlog in de Dekan zeer om geld verlegen zat. Aurangzeb verleende Murshid Quli Khan als dank voor zijn diensten het voorrecht zijn hoofdkwartier in Bengalen om te dopen in Murshidabad. Hier onderhield Murshid Quli Khan zijn eigen hofhouding.
Murshid Quli Khan ging zich geleidelijk aan ook bemoeien met de benoeming van functionarissen in de provincies onder zijn hoede. Ook onderhield hij goede relaties met de handelsgildes en bankiers in zijn provincies. Hierdoor steeg zijn invloed op het regionale bestuur verder en breidde hij zijn persoonlijke machtsbasis uit. In Bengalen kwam hij in conflict met prins Azim-ush-Shan, de gouverneur (subahdar) van de provincie en een kleinzoon van Aurangzeb. De prins probeerde meerdere malen Murshid Quli Khan te laten vermoorden. Aurangzeb waarschuwde Azim-ush-Shan zich niet met Murshid Quli Khan te bemoeien en liet de prins in 1706 overplaatsen naar Bihar.
In 1707 stierf Aurangzeb, om te worden opgevolgd door zijn zoon Bahadur Shah, de vader van Azim-ush-Shan. Murshid Quli Khan werd overgeplaatst naar Haiderabad in de Dekan. Azim-ush-Shan lijkt echter tot de conclusie te zijn gekomen dat Murshid Quli Khan onmisbaar was in Bengalen, want de prins liet hem in 1710 terughalen naar Bengalen, waar hij opnieuw diwan en vice-gouverneur werd. Toen Bahadur Shah in 1712 overleed, steunde Murshid Quli Khan Azim-ush-Shans aanspraak op de troon. De prins werd echter gedood door zijn oudere broer Jahandar Shah. Vanaf dat moment bleef Murshid Quli Khan strikt neutraal in de vetes om de opvolging, waar het Mogolrijk aan het begin van de 18e eeuw door geteisterd werd. Zo weigerde hij de zoon van Azim-ush-Shan, prins Farrukhsiyar, die zijn vader wilde wreken, de beschikking over de schatkist van Bengalen. Het kwam tot een gewapend treffen tussen de prins en de diwan, dat door de laatste gewonnen werd.
In 1713 wist Farrukhsiyar desondanks zonder hulp uit Bengalen zijn oom van de troon te stoten. Murshid-ush-Shan bleef echter tot zijn dood in 1727 trouw elk jaar de belastingopbrengsten uit Bengalen naar het hof in Delhi sturen, dat vrijwel bankroet was. Zolang dit gebeurde kon de keizer zich niet veroorloven in Bengalen in te grijpen. In 1717 werd Murshid Quli Khan zelfs tot gouverneur benoemd. Dit was slechts een symbolisch gebaar, want hij was al lang de machtigste man in de provincie. In ruil voor de jaarlijkse schatting werd hem toegestaan ongehinderd zijn gang te gaan in de drie provincies onder zijn bestuur. In feite ontstond een nieuwe, semi-onafhankelijke staat, waar de Mogolkeizer alleen nog in naam erkend werd. Door de zwakte van de Mogolkeizers van de 18e eeuw was dit overigens geen unieke ontwikkeling: op dezelfde manier raakten de bestuurders van bijvoorbeeld Haiderabad, Gujarat en Avadh onafhankelijk.
Na zijn dood in 1727 werd Murshid Quli Khan als nawab opgevolgd door zijn schoonzoon Shuja-ud-Din Muhammad Khan.